# Uomo Incandescente
L'Uomo Incandescente è un personaggio dei fumetti pubblicati dalla Marvel Comics, è un misterioso supercriminale creato dal Progetto Pegasus.

## Biografia
Due marinai di un traghetto diretto a Staten Island recuperano un corpo che galleggia nel fiume, il cadavere appare completamente nero ma, improvvisamente, comincia a generare energia elettrica e fulmina i due uomini, risucchiata tutta l'elettricità presente nel porto; l'essere si dirige verso Times Square, richiamato dalla grande quantità di energia che illumina il luogo, mentre un passeggero che ha assistito all'accaduto battezza il mostro Uomo Incandescente. Il parapiglia creato dall'arrivo della creatura a Times Square richiama l'attenzione del mutante Cannonball che giunge sul luogo in tempo per impedire l'uccisione di due poliziotti, durante il maldestro salvataggio il giovane sbatte contro un idrante e l'acqua fuoriuscita colpisce il mostro riducendone le dimensioni, alla lotta si unisce anche l'Uomo Ragno che era rimasto in disparte per scattare delle foto, in quel mentre l'Uomo Incandescente cerca di riottenere le sue gigantesche dimensioni assorbendo più elettricità. Mentre i due eroi stanno cercando di capire come fermare il comune nemico, un elicottero scende dal cielo e intrappola il mostro in una rete isolante, purtroppo le sue dimensioni sono tali da permettergli di liberarsi e colpire il velivolo, mentre l'Arrampicamuri corre in aiuto del pilota, in realtà la gemella dell'Uomo Incandescente che ne rivela la sfortunata origine, Cannonball afferra la creatura e la lancia nell'Hudson decretandone la sconfitta.

## Poteri e abilità
L'Uomo Incandescente può assorbire elettricità e proiettarla sotto forma di raggi, inoltre può usarla per aumentare la sua taglia.